# I Love You, I Love You Not
Pour plus de détails, voir Fiche technique et Distribution.
I Love You, I Love You Not est un film américain réalisé par Billy Hopkins et sorti en 1996.

## Synopsis
Le film est raconté à travers les histoires de deux femmes : Nana, une grand-mère, et Daisy, sa petite-fille.
Daisy raconte à Nana sa romance forte et florissante avec un jeune homme nommé Ethan et ses problèmes à l’école parce qu’elle est juive. Nana raconte l’histoire de sa jeune vie quand elle a été envoyée dans un ghetto puis dans un camp de concentration.
Les sentiments amoureux romantiques qu’elle a pour le garçon sont en effet forts et authentiques, mais l’amour romantique qu’il a pour elle est discutable.
Ethan laisse ses amis la juger de l’extérieur, pas pour qui elle est à l’intérieur. Et quand elle se révèle ne pas être comme toutes les autres filles, il rompt avec elle.
Daisy est triste alors elle va voir Nana et prend sa colère sur elle. Elle s’enfuit alors et tente de se suicider en marchant devant un train en mouvement mais elle ne le fait pas car sa mamie est là pour elle.
À la fin, elle essaie de le revoir, mais il la regarde longtemps et s’en va avec ses amis. Elle se tient là, le cœur brisé, triste et pleurant, réalisant que peut-être ce n’était pas censé être et elle s’en va heureuse.

## Fiche technique
- Réalisation : Billy Hopkins
- Scénario : Wendy Kesselman d'après sa propre pièce[1]
- Photographie : Maryse Alberti
- Musique : Gil Goldstein
- Montage : Paul Karasick
- Durée : 88 minutes
- Date de sortie: 
  - 28 août 1996 (France)
  - 31 octobre 1997 (USA)

## Distribution
- Jeanne Moreau : Nana
- Claire Danes : Daisy/Nana jeune
- Jude Law : Ethan
- James Van Der Beek : Tony
- Kris Park : Seth
- Lauren Fox : Alsion
- Emily Burkes-Nossiter : Jessica
- Carrie Szlasa : Jane
- Julia Stiles : amie de Nana
- Robert Sean Leonard : Angel of Death